# Massenzio (rassegna cinematografica)
Massenzio è una rassegna cinematografica nata a Roma nel 1977 nell'ambito delle manifestazioni dell'Estate romana. Prende il nome dalla sede in cui si svolsero le prime edizioni, la basilica di Massenzio nell'area archeologica del Foro Romano, ma nel corso degli anni fu allestita in diversi luoghi di Roma. 
La manifestazione ebbe un ampio successo di pubblico e di critica per alcune modalità innovative di offerta dei film agli spettatori, come ad esempio le "maratone" cinematografiche che potevano concludersi all'alba o le proiezioni simultanee di film su vari schermi, che per l'epoca rappresentavano una rottura con le tradizionali rassegne.

## Storia
Alla fine degli anni settanta, in un clima cupo contrassegnato dal terrorismo degli anni di piombo, molte piazze italiane si erano progressivamente svuotate. L'assessore alla cultura di Roma Renato Nicolini, propose invece ai cittadini di Roma di uscire ed affollare i luoghi storici della città: nacque così l'idea dell'Estate romana e del cosiddetto "effimero". Per la sezione cinematografica della rassegna Nicolini coinvolse alcuni cineclub romani, che in quel periodo stavano vivendo un periodo di crisi per la concorrenza delle nuove tv private. Il 25 agosto 1977 all'interno della Basilica di Massenzio, con la proiezione del film Senso di Luchino Visconti, ebbe inizio la prima rassegna di film organizzata dai cineclub Filmstudio, Politecnico, L'Occhio L'Orecchio La Bocca e dall'AIACE (Associazione Italiana Cinema d'Essai): per tema venne scelto il cinema epico. Sin dalla prima serata la manifestazione ottenne un successo molto superiore alle attese dei suoi stessi organizzatori.
Negli anni successivi la rassegna cinematografica venne replicata in luoghi che potevano contenere più spettatori, come la Basilica a Via della Consolazione, il Colosseo, il Circo Massimo, l'EUR, via del Corso, Palazzo Braschi, l'ex mattatoio del Testaccio. Nonostante i numerosi traslochi, la rassegna continuò ad essere identificata dai romani con il nome originario di "Massenzio".

## Il cinema a Massenzio

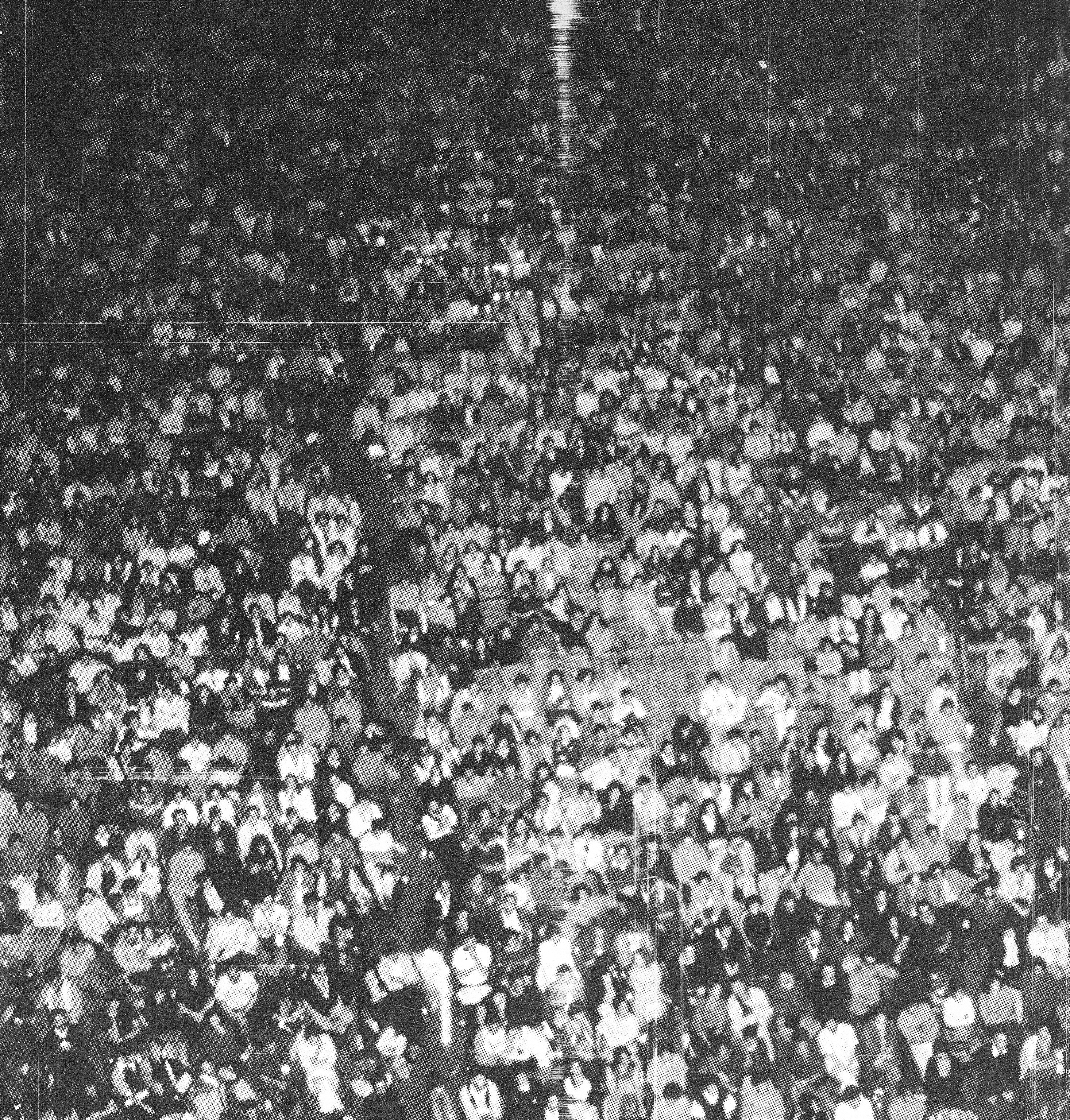
Proiezione del film Napoleon di Abel Gance al Colosseo, estate 1981

La libertà espressiva di Massenzio si pone infatti come una sorta di esperimento anti-accademico di eclettismo cinematografico: il senso della verifica si esplicita nell'azzardo di applicare la scala ridotta della programmazione specialistica dei cineclub ai grandi numeri di una immensa platea. Le origini dal mondo dei cineclub da parte degli organizzatori di Massenzio sono ben visibili nella programmazione delle rassegne che uniscono una sensibilità di tipo postmoderno alla forte deriva antitradizionale della proposta. La peculiarità dello "spirito da cineclub" si distacca da quella dei più istituzionali "circoli di cinema" per l'esplicita volontà dissacratoria di giocare con i film, di sperimentare e di mettere in discussione gerarchie consolidate e confini rigidi allo scopo di aumentare lo spazio concesso a ciò che si considera meritevole di visione.
Oltre alla matrice "da cineclub" delle rassegne dell'Estate Romana, vi sono alcuni fattori che vanno a contraddistinguere lo spirito di fondo della programmazione di Massenzio e ad influenzare i nuovi approcci eclettici alla contaminazione del cinema con le altre arti che si affermano in Italia nel decennio successivo. In primo luogo emerge il presentimento che il vortice televisivo stia in quegli anni mutando profondamente le modalità di fruizione del cinema, avvicinandosi ad una sorta di "livellamento totale" della visione. Questa consapevolezza viene espressa a Massenzio in vari modi; tra i più celebri, il multiscreen: la proiezione in contemporanea di vari film su più schermi che lascia al pubblico la libertà di muoversi e di fruire liberamente delle immagini. Ma anche attraverso altri esperimenti: ad esempio, il frazionamento di un vecchio film polar in pezzettini proiettati uno per sera, con l'irriverente invito al pubblico: "Se vuoi sapere chi è l'assassino, seguici!".
La teoria di Pasolini della progressiva omologazione della "cultura delle masse" entro la "cultura di massa" viene espressa a Massenzio in modo giocoso, con la proiezione di film popolari degli anni cinquanta messi a confronto con i campioni di incasso del cinema italiano del presente.
L'avventura di Massenzio si sviluppa in un periodo decisivo per la storia del cinema italiano: le sale cinematografiche stanno subendo un calo di spettatori che prosegue per tutti gli anni ottanta, con conseguenze che si riverberano in ogni settore dell'industria. Si riduce in particolare la produzione di film di genere, cioè i filoni per molti anni rappresentavano la fonte di sostentamento principale della cinematografia italiana. La consapevolezza del tramonto di un certo modo di fare cinema viene espressa a Massenzio con la programmazione di monografie, retrospettive e maratone dedicate al cinema italiano di genere (dal poliziottesco alla commedia scollacciata, dallo spaghetti western al peplum) e ai mattatori della cinematografia nazionale.
Il cinema a Massenzio viene dunque inteso dai suoi promotori come una forma di reazione alla fine del sistema-cinema tradizionale e come un'alleanza tra gli organizzatori e i consumatori del prodotto cinematografico. Il campo proposto si allarga in ogni ambito, al cinema delle origini, ad Hollywood, alle cinematografie dei paesi in via di sviluppo, al cinema sperimentale e a quello di intrattenimento industriale.
Il critico Roberto Silvestri, ad anni di distanza, tenta di stilare un elenco delle cose passate sugli schermi di Massenzio:
La rassegna di Massenzio viene ricordata per il suo approccio originale alla divulgazione cinematografica, nel rifiuto degli schemi dogmatici e dei valori consolidati dell'accademia. Il successo di Massenzio lascia un'importante ipoteca su numerose rassegne che si sviluppano in Italia nel decennio successivo: ad esempio la sezione "Mezzogiorno/Mezzanotte", curata da Enzo Ungari, della Mostra del cinema veneziana diretta da Lizzani, che nel 1981 propone opere in antitesi come De Oliveira e Indiana Jones, Jean Renoir e Christiane F.. Oppure gli Incontri Cinematografici di Salsomaggiore, poi Salso Film & TV Festival, sotto la direzione di Adriano Aprà: una sorta di Massenzio primaverile che offre al pubblico una commistione tra video, televisione, cinema e musica, o ancora la programmazione del festival Cinema Giovani di Torino, del MystFest di Cattolica (1980) e del Bergamo Film Meeting (1982).

## La rassegna negli anni
- 1977 CINEMA EPICO

Basilica di Massenzio, 25-8/18-9
- 1978 DOPPIO GIOCO DELL'IMMAGINARIO

Basilica di Massenzio, 23-8/13-9
- 1979 VISIONI

Basilica di Massenzio, 18-8/8-9
- 1980 MASSENZIO '80

Via della Consolazione, 7-8/7-9
- 1981 MASSENZIO '81

Colosseo, 6-8/13-7
- 1982 MASSENZIO AL MASSIMO

Circo Massimo, 21-7/28-8
- 1983 MASSENZIO 7

Circo Massimo, 21-7/21-8
- 1984 MASSENZIOLAND

Circo Massimo, 12-7/19-8
- 1985 MASSENZIO 9 ULTIMO ATTO

Eur, Palazzo dei Congressi, 11-7/18-8
- 1986 MASSENZIO X

Via del Corso, 18-7/10-8
- 1987 MASSENZIO COS'È, DOV'È, PERCHÉ

Blitz, Museo del Genio, Circo Massimo
- 1988 ARENA ESEDRA

Arena Esedra, luglio e agosto
- 1989 ARENIAMOCI

Arene: Esedra, Castello, Nuova, luglio e agosto
- 1990 MASSENZIO - IL RITORNO

Eur, Palazzo della Civiltà Italiana, 22-8/5-9
- 1991 MASSENZIO... PER SPORT

Laghetto dell'Eur, 14-6/7-7
- 1992 MASSENZIO... AMERICANA

Galoppatoio di Villa Borghese, 1-8/1-9
- 1993 MASSENZIO A CINECITTA'

Centro Commerciale Cinecittà Due, 8-7/6-8
- 1994 MASSENZIO '94 - IL CINEMA E'...

Parco del Celio, 18-7/28-8
- 1995 MASSENZIO, IL CINEMA, LA CITTA'

Parco del Celio, 7-7/31-8
- 1996 MASSENZIO '96

Parco del Celio, 1-7/18-8
- 1997 TENDENZE URBANE

Via del Parco del Celio, 11-7/31-8
- 1998 LO SPECCHIO DELL'ANIMA

Via del Parco del Celio, 14-7/23-8
- 1999 MASSENZIO ALLE PORTE DI ROMA

Piazza del Popolo 23 - 29 giugno
Parco dell'Appia, 9 luglio - 15 agosto
- 2002 ARTE IN MOVIMENTO

Palazzo del Lavoro all'Eur, 12 luglio - 20 settembre
Direttore Organizzativo - Angelo Vittorioso
Collaborazione Organizzativa e Raccolta Fondi - Anita Gioia
Direttore Artistico - Francesco Pettarin
Programmazione - Herbert Simone Paragnani
Segreteria - Gianni Sarro
- 2003 GANGS OF CINEMA

EXmattatoio, 02 - 12 agosto
- 2004 SIAMO URBANI - MEZZANOTTE DE GENERE

Palazzo Braschi 20 luglio, 5 agosto - 29 giugno